# 花尾カントリークラブ
花尾カントリークラブ（はなおカントリークラブ）は、富山県高岡市福岡町花尾5に所在するゴルフ場。

## 概要
標高200 mに広がる丘陵のコースで、全3コース、27ホールにて構成されている。なお、1982年時点では18ホールであった。
1973年12月に運営会社の福岡観光開発株式会社が設立し、1977年10月7日にゴルフ場がオープンした。1992年12月期には約7億7,300万円の売上高を上げていたが、設備投資に伴う多額の償却負担や国内景気停滞に伴う利用者数の減少、価格競争により業績が低下し、2014年12月期には売上高が3億円を下回り、負債総額が約49億5,900万円を計上、複数の預託金返還訴訟が提起され預託金返還問題の解決の見通しが立たない状況となった。このため、ゴルフ場事業を継続し、経営状況の改善および会員のプレー権を守るため、2017年1月13日、東京地方裁判所へ民事再生法の適用を申請した。

## アクセス
- 車の場合
能越自動車道 福岡ICが最寄ICとなる[2]。
- 鉄道の場合
いずれもあいの風とやま鉄道線
  - 高岡駅よりタクシーで約20分[2]
福岡駅よりタクシーで約15分[2]